# Alexei Jewgenjewitsch Tschitschibabin

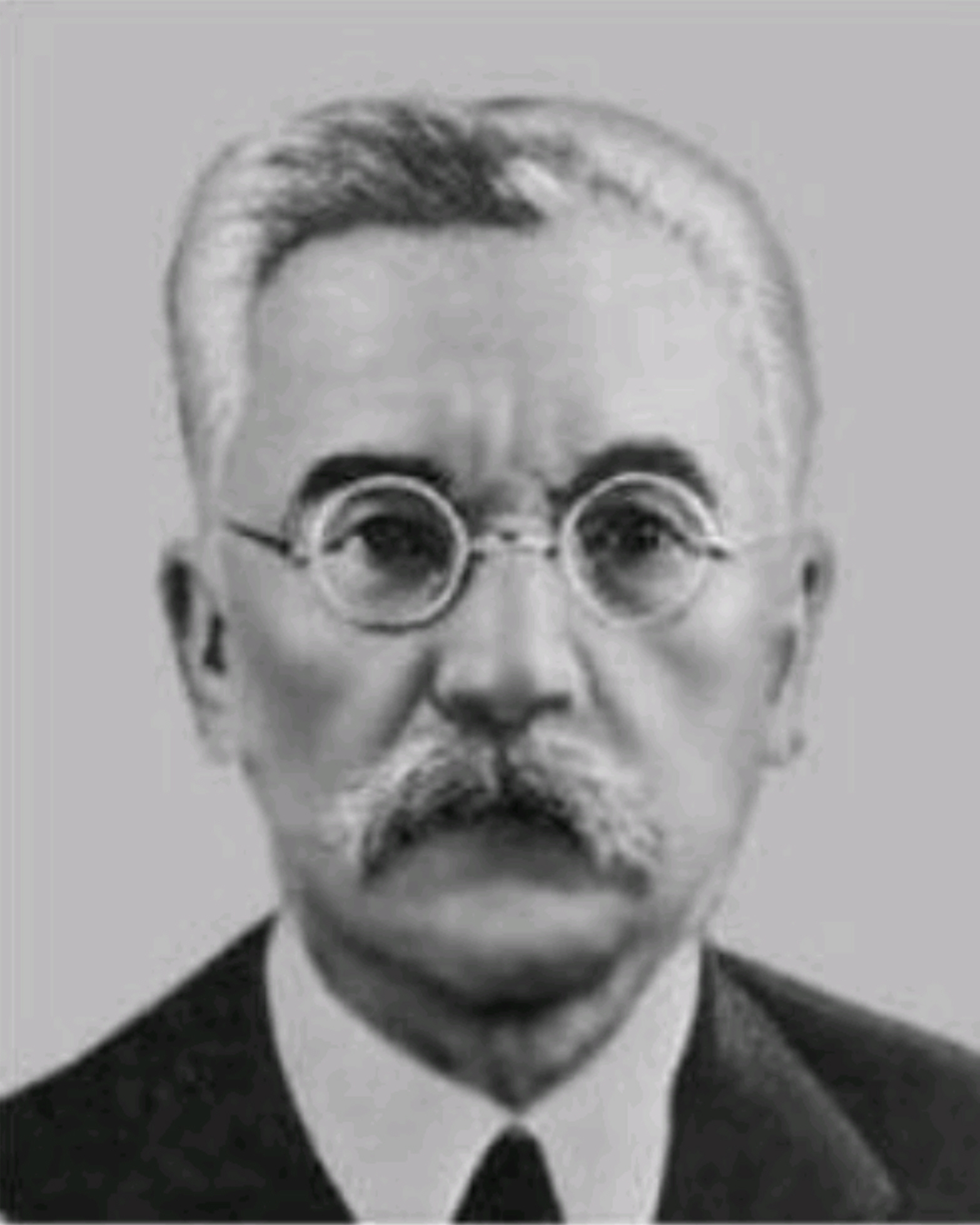

Alexei Jewgenjewitsch Tschitschibabin (russisch Алексей Евгеньевич Чичибабин; * 17. Märzjul. / 29. März 1871greg. in Kusemyn, Gouvernement Poltawa, heute Oblast Sumy (Ukraine); † 15. August 1945 in Paris) war ein russischer Chemiker, nach dem die Tschitschibabin-Reaktion benannt ist. 
Er studierte bis 1892 an der Moskauer Universität. Ab 1909 war er Professor an einer Moskauer technischen Hochschule. 1930 verließ er die Sowjetunion und ging nach Paris. Tschitschibabin wurde 1927 korrespondierendes und 1929 volles Mitglied der Russischen Akademie der Wissenschaften. 1926 erhielt er den Leninpreis.